# Свіфт парагвайський
Свіфт парагвайський (Cypseloides fumigatus) — вид невеликих птахів родини серпокрильцевих (Apodidae).

## Поширення
Вид поширений на південному сході Бразилії, сході Парагваю та північному сході Аргентини (провінція Місьйонес). Трапляється над вічнозеленими гірськими, тропічними та помірними лісами, а також у вторинних лісах, чагарниках і болотах. На висоті він знаходиться на рівні між 700 і 2100 м.

## Опис
Довжина птаха становить приблизно 15 см. Самці важать приблизно 42 г, а самиці приблизно 41 г. У статей однакове оперення. Дорослі особини мають коричневу голову, чорну пляму навколо очей і більш світлі коричневі лоб і щоки. Їхня спина темнішого коричневого кольору, ніж голова. Верхній бік хвоста коричневий, а нижній більш сіро-коричневий. Верхня сторона крила переважно чорно-коричнева, а нижня дещо світліша. Молоді особини мають сіру бахрому на тілі та крилах, але в іншому вони схожі на дорослих.